# Vävra
Vävra is een plaats in de gemeente Kungälv in het landschap Bohuslän en de provincie Västra Götalands län in Zweden. De plaats heeft 102 inwoners (2005) en een oppervlakte van 19 hectare.